# ファーブル水上機

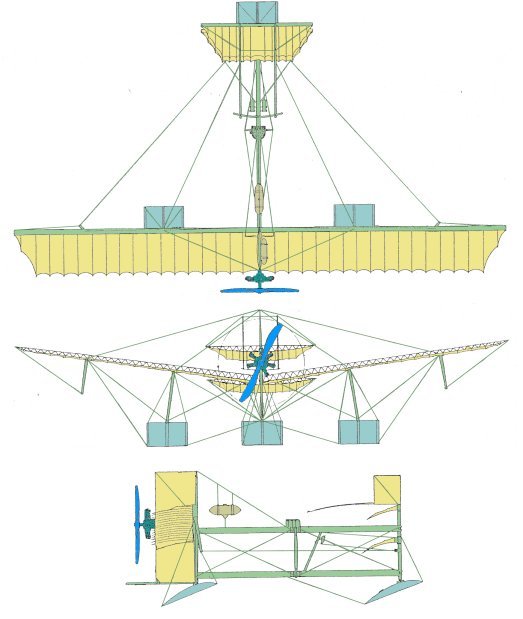
三面図

ファーブル水上機（Fabre Hydravion）またはカナール（Le Canard；フランス語で「鴨」の意）は、航空史上最初に自らの動力で離水に成功した水上機である。フランスのアンリ・ファーブル(Henri Fabre、1882年–1984年)が設計した。

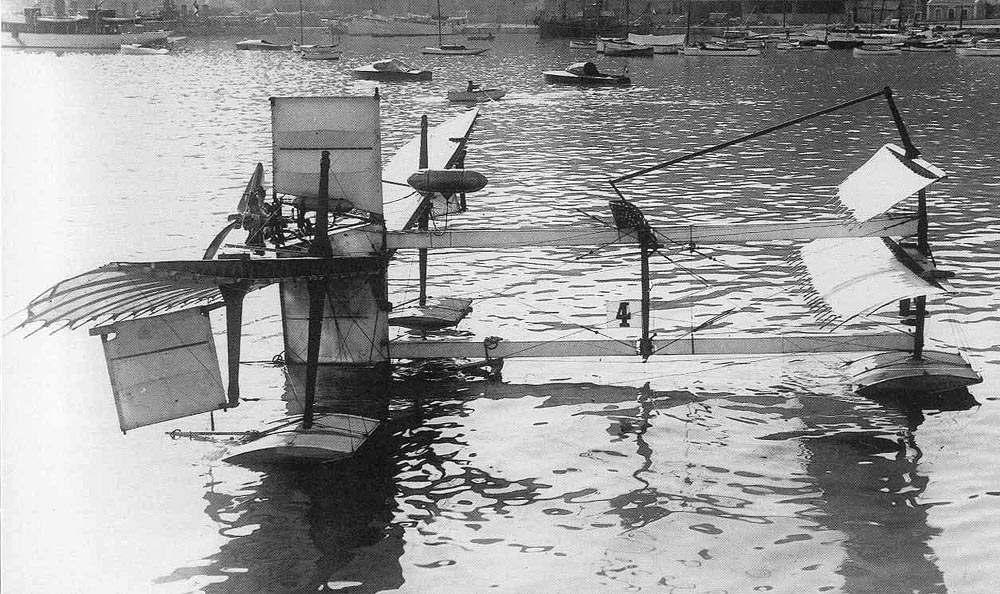
ファーブル水上機

船主の家に生まれたファーブルは工学と水力学に興味を持ち、フランスで航空熱が高まると、水上機の製作を決意した。胴体は2本の梁を基礎構造としており、主翼は上下で翼幅の異なる複葉であった。先尾翼を備え、機尾にも単葉の翼面があった。胴体の上部ビーム後部にノーム・ロータリーエンジンで駆動される推進式のプロペラが取り付けられた。
開発は4年間に渡り、ファーブルの他にマリウス・ビュルダン（Marius Burdin）やレオン・セビーユ（Léon Sebille）が開発に加わり、ボンヌメゾン（Bonnemaison）が開発し、ファーブルが特許を取得した、3個のフロートが取り付けられた。
1910年3月28日に南仏ブーシュ＝デュ＝ローヌ県のマルティーグ（Martigues）のベール湖で離水に成功し、457mの飛行を行なった。特筆されることは、ファーブルはそれまで飛行経験がなかったことである。初飛行の日にさらに3回の飛行を行ない、1週間のうちには飛行距離を6kmまで伸ばした。水上機の成功から、ヴォアザン兄弟も水上機の製作をはじめ、ヴォアゾンはファーブルのフロートを購入し、カナールヴォアザンとして飛行させた。1911年にモナコのイベントでジャン・ブキュ（Jean Becue）の操縦で飛行した。飛行の成功の後、ファーブルは何機かの水上機を製作したが、フランス航空のパイオニアのためのフロートの設計に専念した。
2機が保存されており、1機はブーシュ＝デュ＝ローヌ県のマリニャーヌ空港、もう1機はパリに近いセーヌ＝サン＝ドニ県のル・ブルジェ航空宇宙博物館に展示されている。

## 概要
- 乗員： 1名
- 全長： 8.5 m
- 全幅： 14 m
- 全高： 約3.70 m
- 翼面積： 17 m2
- 重量： 380 kg
- 動力： Gnome Omega 7気筒 50 hp　ロータリーエンジン
- 最大速度： 約80 km/h